# Patrick (1978)
Patrick é um filme de terror produzido na Austrália, dirigido por Richard Franklin e lançado em 1978. Uma refilmagem, Patrick, foi lançado em 2013, sob a direção de Mark Hartley.